# Émission America
 (août 2024).
L’émission America ou America - UPEAP est le nom donné à l’émission conjointe annuelle de timbres-poste sur une même illustration ou un même thème par les administrations postales membres de l'Union postale des Amériques, de l'Espagne et du Portugal (UPAEP). Elle a été décidée au congrès de La Havane, en 1985.
Ces émissions illustrent des thèmes liés au continent américain, à son histoire, son environnement et ses cultures. Les timbres portent le mot « AMERICA » et le logotype de l'UPAEP (UPAE jusqu'en 1991), comme les timbres Europa.

## Thèmes communs (1989-)
| Année | Thème                                               | Nombre de pays participants |
| ----- | --------------------------------------------------- | --- |
| 1989  | Us et coutumes des peuples précolombiens            | 22 ( Argentine, Bolivie, Brésil, Chili, Colombie, Costa Rica, Cuba, République dominicaine, Équateur, Espagne, États-Unis, Guatemala, Honduras, Mexique, Nicaragua, Panama, Paraguay, Pérou, Salvador, Suriname, Uruguay et Venezuela) |
| 1990  | Le milieu naturel vu par les découvreurs            | 22 |
| 1991  | Les voyages de la découverte                        | 21 |
| 1992  | Cinquième centenaire de la découverte de l'Amérique | 20 (unique participation à ce jour de Haïti) |
| 1993  | Les animaux en voie d'extinction                    | 21 (première participation du Portugal et unique participation à ce jour des Antilles néerlandaises) |
| 1994  | Véhicules de transport postal                       | 20 |
| 1995  | Préservation des écosystèmes                        | 18 |
| 1996  | Costumes traditionnels                              | 19 (première participation de Aruba) |
| 1997  | Le facteur                                          | 18 |
| 1998  | Femmes célèbres                                     | 19 |
| 1999  | Le nouveau millénaire sans armes                    | 18 |
| 2000  | Lutte contre le Sida                                | 17 (Le Honduras n'a pas suivi le thème commun) |
| 2001  | Patrimoine culturel de l'Humanité                   | 19 |
| 2002  | Jeunesse, éducation, alphabétisation                | 20 (Le Honduras n'a pas suivi le thème commun) |
| 2003  | Flore et faune autochtone                           | 20 (L'Espagne et le Portugal n'ont suivent pas le thème commun) |
| 2004  | Protection du milieu ambiant                        | 17 (la République dominicaine a émis une série suivant le thème 2005) |
| 2005  | Lutte contre la pauvreté                            | 16 (la République dominicaine a émis une série suivant le thème 2004 et le Honduras a émis son timbre en 2008 ) |
| 2006  | Économie d'énergie                                  | 17 (le Honduras a émis son timbre en 2008 ) |
| 2007  | L'éducation pour tous                               | 17 (le Honduras a émis son timbre en 2008 et l'Argentine en 2009 ) |
| 2008  | Fêtes nationales                                    | 16 |
| 2009  | Jeux traditionnels                                  | 17 (le Guatemala a émis son timbre en 2010 ) |
| 2010  | Symboles nationaux                                  | 16 |
| 2011  | Boîtes aux lettres                                  | (première participation d' Andorre poste espagnole) |
| 2012  | Mythes et Légendes                                  | |
| 2013  | Lutte contre les discriminations                    | |

Quelques pays non membres, notamment des îles des Antilles, indépendantes ou autonomes, ont utilisé frauduleusement le logo de l'UPAEP sur des émissions afin d'attirer les collectionneurs d’émissions conjointes.